# Neobisium carpenteri
Neobisium carpenteri är en spindeldjursart som först beskrevs av Kew 1910.  Neobisium carpenteri ingår i släktet Neobisium och familjen helplåtklokrypare. Inga underarter finns listade i Catalogue of Life.